# Любовь французская и русская
«Любовь французская и русская» — российская мелодрама 1994 года режиссёра Александра Александрова.

## Сюжет
Сорокалетний француз, влюбленный в русскую культуру, приезжает в Москву изучать литературу и искусство. Здесь он как мальчишка с первого взгляда влюбляется в Татьяну, женщину со сложными семейными обстоятельствами — муж сидит в тюрьме, дочка живёт у свекра со свекровью, навязчивый и несостоятельный любовник… После ряда перипетий Татьяна решает расстаться с прошлой жизнью, и и Жак увозит свою возлюбленную во Францию.

## В ролях
- Олег Шкловский — Жак
- Елена Дробышева — Татьяна
- Сергей Колтаков — Фёдор, муж Татьяны, находившийся в тюрьме
- Авдотья Александрова — Дуня, дочь Татьяны и Фёдора
- Людмила Полякова — Наталья Ивановна, свекровь Татьяны
- Борис Гитин — свёкор Татьяны
- Светлана Андропова — Томка, подруга Татьяны
- Пьер Клавер Хабимана — Джимми, парень Томки
- Алексей Моисеев — Кирилл, любовник Татьяны
- Вячеслав Невинный — Николай Петрович, хозяин квартиры
- Ерванд Арзуманян — Вагран Вагранович, хозяин магазина
- Иван Косых — гармонист, сосед Фёдора
- Александр Колпаков — исполнитель романсов
- Оксана Сташенко — продавщица

## Критика
Женские образы (страдающая героиня и её циничная товарка) свежи, как тургеневские розы, французский любовник похож на настоящего, как «Naролеон» на «Napoleon», русский муж противоречив, как загадочная русская душа, а щекотание слезных мешков зрителя так чередуется со щекотанием подмышек, что порой кажется, будто Александров намеренно клеит картину из фрагментов киноширпотреба. Ан нет — просто снимает на холодном голубом глазу. Впрочем, публика, пришедшая на просмотр в перерыве между сериями «Просто Марии», осталась довольна.— кинокритик Виктор Матизен, журнал «Столица», 1994

Если по правде сказать, то в этом фильме мне лично понравился только актёр Олег Шиловский, которого мы всегда видели лишь в отрицательных и второстепенных ролях. … Фильм, конечно, сентиментален, нарочит, не всегда убедителен … Но как поздний дебют хорошего актёра вполне профессионален. И очень бы пригодился нам на телеэкране между «Дикими розами» и «Тайными страстями». — Иванова В., газета «Культура», 1994